# Медвежий замок
Медвежий замок (Кастелло-Урсино; итал. Castello Ursino) или замок Фридриха II — средневековая крепость в сицилийском городе Катания.
Построен сицилийским королём Фридрихом Штауфеном в 1239—1250 гг. Первоначально крепость с 4 флигелями, укрепленная мощными башнями, располагалась на высоком утесе над морем, его задачей был контроль над восточным побережьем Сицилии и демонстрация мощи королевской власти. Замок был огражден от острова глубоким рвом.
В 1669 году извержение вулкана Этна изменило очертания берега настолько, что лава продолжила берег и замок, стоявший у самого моря в непосредственной близости от порта, оказался в 500 метрах от воды. Могучие стены сумели оказать сопротивление огненным потокам, но не менее трети сооружения оказалось под поверхностью земли.
Этот замок в XV веке служил резиденцией сицилийских королей из Арагонской династии. В XVII веке он был перестроен в стиле ренессанса. Это одно из немногих сооружений в городе Катания, переживших землетрясение 1693 года, но было при этом значительно повреждёно, позже и в результате землетрясения 1818 года.
В 1837 году замок был превращён в тюрьму. При Муссолини замок отреставрировали. Здесь размещается городской музей Катании, где выставлены антики (обнаруженные археологами при раскопках в окрестностях), а также коллекция сицилийской живописи. 

План замка
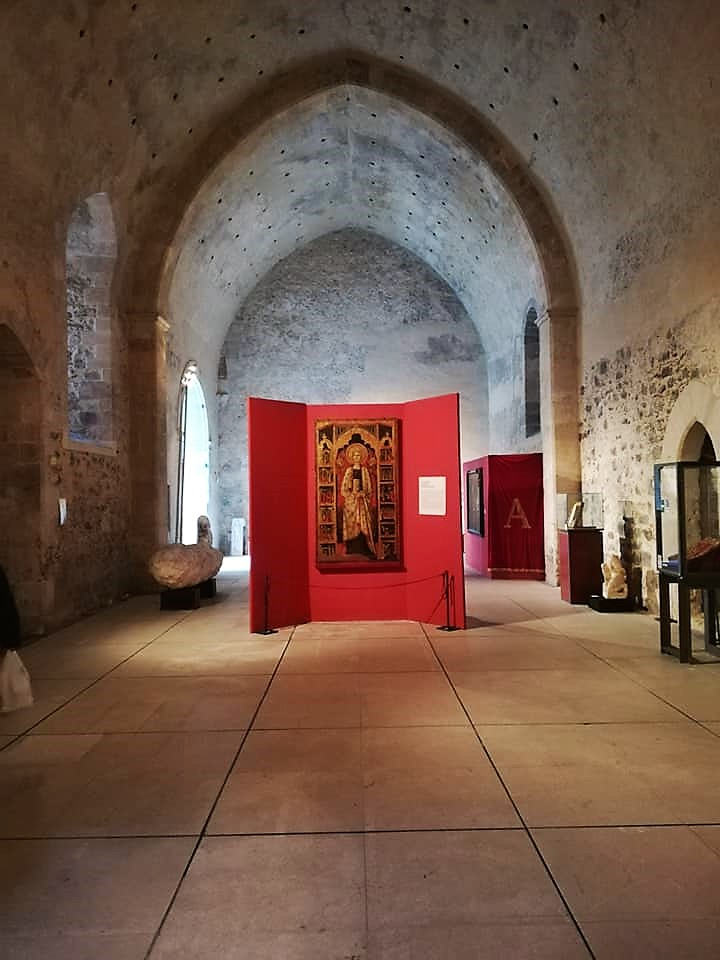
Музейная экспозиция
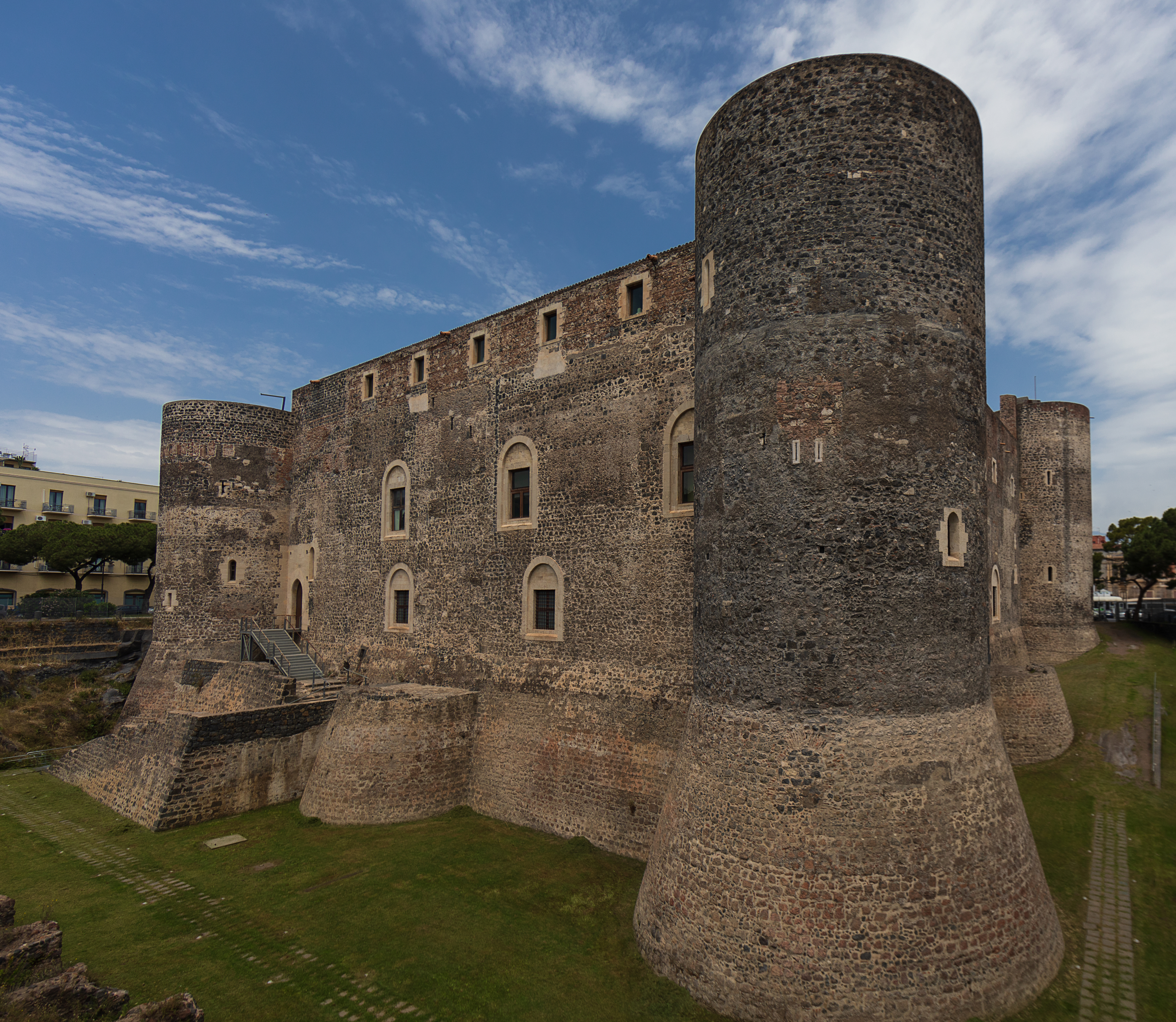